# Pripornik
Pripórnik, tudi frikatív, spiránt, je v jezikoslovju nezvočnik, pri katerem gre zračni tok pri izgovoru skozi priporo govorne cevi.
V slovenščini so priporniki nezveneči nezvočniki f, s, š, h in zveneča nezvočnika z, ž: 
- f – pri izgovoru se spodnja ustnica približa robu zgornjih sekalcev (zobnoustnični pripornik)
- s – prednja jezična ploskev se približa vencu dlesni (zobni pripornik, sičnik)
- š – srednja jezična ploskev je pomaknjena bolj nazaj, tako da med jezikom in sekalci nastane odzvočni prostor, v katerem se tvori značilen šum (zadlesnični pripornik, šumevec)
- h – pripora se naredi z zadnjo jezično ploskvijo oproti mehkemu nebu (mehkonebni pripornik)
- z – prednja jezična ploskev se približa vencu dlesni (zobni pripornik)
- ž – srednja jezična ploskev je pomaknjena bolj nazaj, tako da med jezikom in sekalci nastane odzvočni prostor, v katerem se tvori značilen šum (zadlesnični pripornik, šumevec)